# Markus Tanner
Pour les articles homonymes, voir Tanner.
Markus Tanner est un joueur de football suisse né le 15 janvier 1954.

## Biographie

### En club
- 1981-1986 FC Lucerne

### En sélection
- 10 sélections, 1 but
- Première sélection : Suisse-Hollande 1-3, le 11 octobre 1978 à Berne
- Dernière sélection : Suisse-Hollande 2-1, le 1er septembre 1981 à Zurich